# Campeonato Europeo de Lucha de 1911
El I Campeonato Europeo de Lucha se celebró en Budapest (Hungría) en el año 1911 bajo la organización de la Federación Internacional de Luchas Asociadas (FILA) y la Federación Húngara de Lucha. Solamente se compitió en las categorías del estilo grecorromano.

## Resultados

### Lucha grecorromana
| Evento  | Oro                          | Plata                  | Bronce                   |
| ------- | ---------------------------- | ---------------------- | ------------------------ |
| 66,6 kg | Károly Márton Hungría        | Walter Sohn Alemania   | Jenő Dulin Hungría       |
| 73 kg   | Mihály Grozescu Hungría      | József Sugár Hungría   | Mihály Csapitzky Hungría |
| 93 kg   | Harald Christensen Dinamarca | József Maróthy Hungría | János Hudák Hungría      |
| +93 kg  | Rudolf Grüneisen Alemania    | Søren Jensen Dinamarca | József Előd Hungría      |

## Medallero
| Núm. | País      | Oro | Plata | Bronce | Total |
| ---- | --------- | --- | ----- | ------ | ----- |
| 1    | Hungría   | 2   | 2     | 4      | 8     |
| 2    | Alemania  | 1   | 1     | 0      | 2     |
| 2    | Dinamarca | 1   | 1     | 0      | 2     |
|      | TOTAL     | 4   | 4     | 4      | 12    |